# Zabol (flygplats)
Zabol (persiska: فرودگاه زابل, Forūdgāh-e Zābol) är en flygplats i Iran. Den ligger i den östra delen av landet, 1 100 km sydost om huvudstaden Teheran. Zabol ligger 496 meter över havet.
Terrängen runt Zabol är mycket platt. Zabol är den högsta punkten i trakten. Runt Zabol är det ganska tätbefolkat, med 67 invånare per kvadratkilometer. Närmaste större samhälle är Zābol, 8,8 km sydväst om Zabol. Trakten runt Zabol är ofruktbar med lite eller ingen växtlighet.